# سكيب هال (مدير فني)
سكيب هال (بالإنجليزية: Skip Hall)‏ هو مدير فني أمريكي، ولد في 18 فبراير 1944.